# نایت هاک (بازیکن لاکراس)
نایت هاک (انگلیسی: Night Hawk؛ زادهٔ تاریخ ورودی نامعتبر است) بازیکن لاکراس اهل کانادا است.